# Собор Святого Павла (Тирана)
Собор Святого Павла (алб. Katedralja e Shen Palit) — католический храм в городе Тирана (Албания) на бульваре Жанны д’Арк, кафедральный собор архиепархии Тираны — Дурреса. Является самым большим католическим храмом в Албании.

## История
Церковь святого Павла была построена в 2001 году. Внутри церкви находятся витражи с изображением Матери Терезы и Римского папы Иоанна Павла II.

## Источник
- Masters Tom, Lonely Planet Eastern Europe, 2007, стр. 54. ISBN 1-74104-476-6.